# Осаждённый замок (пасьянс)
«Осаждённый за́мок» (англ. Beleagured castle) — пасьянс из одной колоды в 52 карты. Его иногда называют «Свободная ячейка без ячеек», потому что он чем-то похож на компьютерный пасьянс с таким названием, но не имеет дополнительных свободных ячеек, что делает его значительно более трудным.

## Раскладка пасьянса

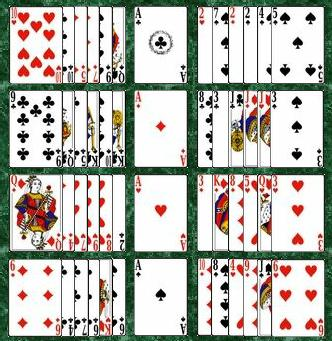
Раскладка «Осаждённого замка»

Из колоды вынимают четыре туза и раскладывают их друг под другом в произвольном порядке (так же, как в пасьянсе «Шедевр»). Это базовые карты. Слева и справа от тузов раскладывают ряды по шесть карт (см. рисунок). Таким образом все 52 карты оказываются выложены в расклад.
Игровой, или свободной, картой каждого ряда является внешняя, наиболее удалённая от центрального столбца. Свободную карту любого ряда можно положить на свободную карту любого другого ряда на единицу большего номинала, без различия мастей. Например, на приведённом рисунке можно положить пятёрку пик на шестёрку червей или бубён. Также любую свободную карту можно положить на базовую, по масти в восходящем порядке, начиная с двойки и заканчивая королём.
Если в процессе перекладки карт какой-либо ряд станет пустым, его можно возобновить, положив в него любую свободную карту.
Цель пасьянса — собрать на базовых тузах все карты по масти в восходящем порядке (2, 3, 4, …, дама, король).
Пасьянс сходится редко. Некоторые расклады вообще не позволяют сделать ни одного хода.

## Варианты правил
- «Улицы и переулки» (англ. Streets and Alleys). В этом варианте базовые тузы не выбираются предварительно из колоды. В левые ряды кладётся по семь карт. Этот вариант ещё более труден.
- «Крепость» (англ. Fortress). Базовые тузы также не выбираются предварительно из колоды. С каждой стороны от центрального столбца раскладываются пять рядов: верхние по шесть карт, остальные по пять карт. Разрешается перекладка между рядами не только в нисходящем, но и в восходящем порядке, но только по масти.
- «Шедевр». С каждой стороны от центрального столбца раскладываются пять рядов: нижние по четыре карты (вспомогательные), остальные по пять карт (основные). Разрешается перекладка между рядами не только в нисходящем, но и в восходящем порядке, но только по масти и только в основные ряды. Из вспомогательных рядов карты можно только переносить. Используется одна дополнительная ячейка (как в «Свободной ячейке»), но взять карту из неё можно только тогда, когда хотя бы один вспомогательный ряд будет пустым.